# Ruta Nacional 101 (Argentina)
La Ruta Nacional 101 es una carretera de la República Argentina. Nace en la ciudad de Bernardo de Irigoyen, Misiones y culmina en el parque nacional Iguazú, en cercanías de las cataratas de igual nombre. Su extensión es de 145 kilómetros y bordea la frontera argentino-brasileña, atravesando los departamentos misioneros de General Manuel Belgrano e Iguazú.
Luego de décadas de difícil tránsito por este camino, especialmente en época de lluvias, se decidió pavimentar esta ruta comenzando desde el sur. La obra fue contratada por convenio de financiamiento con la Nación y bajo la gestión administrativa y supervisión técnica de la Dirección Provincial de Vialidad. El ancho de la calzada es de 6,70 m con banquinas terradas de 3 m de ancho.
Los primeros 32 km, entre Bernardo de Irigoyen y San Antonio, se ejecutaron entre el 24 de septiembre de 2001 hasta el 24 de mayo de 2007. La obra estuvo paralizada por los problemas económicos del país a partir de 2002, registrándose el mayor avance en el año 2006. En los siguientes 30 km hasta el paraje Piñalito Norte la obra se extendió entre el 19 de agosto de 2003 y el 2 de febrero de 2007. En el tramo de 31 km entre Piñalito Norte y Ruta Provincial 19 la pavimentación comenzó el 22 de marzo de 2006, inaugurándose el 4 de noviembre de 2008. Los siguientes 44 km hasta el Aeropuerto Internacional de Puerto Iguazú son de ripio, mientras que el tramo desde el aeropuerto hasta el empalme con la Ruta Nacional 12 se encuentra asfaltado.
La pavimentación de la ruta 101 debió incursionar en innovadora infraestructuras para aminorar los efectos negativos sobre el medio ambiente. En este sentido, construyó un corredor biológico y ecoturístico para proteger la flora y la fauna de la provincia de Misiones. 
La construcción del ecoducto (por arriba de la carretera), que une los bosques provinciales Urugua-í y Foerster, es una innovación en América Latina.

## Distinción
La Ruta Nacional 101 fue premiada como la "Obra Vial del año 2008", por la Asociación Argentina de Carreteras, que nuclea a todas las provincias, empresas del sector y el Gobierno Nacional. La misma se encarga de realizar un exhaustivo análisis de obras, calidad, técnica, ingeniería, tecnología entre otros aspectos, a lo largo y a lo ancho del país entre más de 21 obras.
En su recorrido desde la localidad de Bernardo de Irigoyen (en la frontera con Brasil) hasta la de Comandante Andresito, atraviesa un parque nacional y dos parques provinciales, por lo tanto se decidió implementar pasafaunas y ecoductos convirtiéndose en una ruta ecológica, única en Latinoamérica, permitiendo a los animales atravesar los parques mediante puentes ecológicos.